# Condado de Clark (Indiana)
El condado de Clark (en inglés: Clark County), fundado en 1801, es uno de 92 condados del estado estadounidense de Indiana. En el año 2020, el condado tenía una población de 121 093 habitantes y una densidad poblacional de 120 personas por km². La sede del condado es Jeffersonville. El condado recibe su nombre en honor a George Rogers Clark. 

## Geografía
Según la Oficina del Censo, el condado tiene un área total de 974.5 km², de la cual 971.7 km² es tierra y 1.6 km² (2.8%) es agua.

### Condados adyacentes
- Condado de Scott (norte)
- Condado de Jefferson (noreste)
- Condado de Trimble, Kentucky (este)
- Condado de Oldham, Kentucky (suroeste)
- Condado de Jefferson, Kentucky (sur)
- Condado de Floyd (oeste)
- Condado de Washington (noroeste)

## Demografía
Según la Oficina del Censo en 2000, los ingresos medios por hogar en el condado eran de $40 111, y los ingresos medios por familia eran $47 412. Los hombres tenían unos ingresos medios de $32 197 frente a los $24 033 para las mujeres. La renta per cápita para el condado era de $19 936. Alrededor del 8.10% de la población estaban por debajo del umbral de pobreza.

## Transporte

### Autopistas principales
- Interestatal 65
- U.S. Route 31
- Carretera Estatal de Indiana 3
- Carretera Estatal de Indiana 60
- Carretera Estatal de Indiana 62
- Carretera Estatal de Indiana 111
- Carretera Estatal de Indiana 160
- Carretera Estatal de Indiana 265
- Carretera Estatal de Indiana 311
- Carretera Estatal de Indiana 403

## Municipalidades

### Ciudades y pueblos
- Borden
- Charlestown
- Clarksville
- Jeffersonville
- Sellersburg
- Utica

### Áreas no incorporadas
- Bethlehem
- Henryville
- Marysville
- Memphis
- Nabb
- New Washington
- Oak Park
- Otisco
- Speed
- Starlight
- Watson

Extintos
- Oregón
- Port Fulton
- Springville

### Municipios
El condado de Clark está dividido en 12 municipios:
- Bethlehem
- Carr
- Charlestown
- Jeffersonville

- Monroe
- Oregón
- Owen
- Silver Creek
- Union
- Utica
- Washington
- Wood